# Ljubljana-Zagreb-Beograd
Albums de Laibach
Kapital
(1992) NATO
(1994)
Ljubljana-Zagreb-Beograd est un album live de Laibach, sorti le 7 juin 1993.

## Historique
Les treize premiers titres de Ljubljana-Zagreb-Beograd ont été enregistrés le 2 avril 1982 au Lapidarij Club à Zagreb et le 18 mai 1982 au SKT (Centre culturel étudiant) à Belgrade. La dernière plage compile plusieurs morceaux d'un enregistrement réalisé pendant le Novi Rock Festival à Ljubljana, le 9 septembre 1982.
L'album est édité chez The Grey Area, une division de Mute Records dédiée aux rééditions d'albums.

## Liste des titres
| No  | Titre                                                 | Durée |
| --- | ----------------------------------------------------- | ----- |
| 1.  | Intro                                                 | 0:32  |
| 2.  | Unsere Geschichte                                     | 1:08  |
| 3.  | Rdeči Molk                                            | 1:46  |
| 4.  | Siemens                                               | 6:14  |
| 5.  | Smrt Za Smrt                                          | 3:26  |
| 6.  | Država                                                | 6:13  |
| 7.  | Zavedali So Se - Poparjen Je Odšel I                  | 1:52  |
| 8.  | Delo In Disciplina                                    | 3:51  |
| 9.  | Tito - Tito                                           | 2:12  |
| 10. | Ostati Zvesti Naši Preteklosti - Poparjen Je Odšel II | 3:25  |
| 11. | Tovarna C19                                           | 2:06  |
| 12. | STT                                                   | 0:31  |
| 13. | Sveti Urh                                             | 2:01  |
| 14. | Država (version studio)                               | 4:52  |
| 15. | Cari Amici Soldati / Jaruzelsky / Država              | 29:33 |

## Crédits

### Enregistrement et production
- Laibach - mastering
- Julian Briottet - mastering

### Conception graphique
- NSK - conception graphique
- Slim Smith - maquette
- John Phillips - photographie (Tito)
- Jane Stravs - photographie (Hostnik)

## Versions
| Type | Label         | Référence | Année | Pays                                       |
| ---- | ------------- | --------- | ----- | ------------------------------------------ |
| CD   | The Grey Area | NSK 1 CD  | 1993  | Allemagne, Bosnie-Herzégovine, Royaume-Uni |